# Torrent del Saltant
El Torrent del Saltant és un afluent per l'esquerra de la Rasa de Coll de Port, a la Vall de Lord

## Descripció
Neix a 1.769 msnm, a uns 300 m. al vessant sud de la Serra del Verd a poc més de 200 m. de la carena de la serra entre la Roca d'en Carbassa i el Coll Virolet.
De direcció global NE-SW, en el seu descens cap al fons de la vall de la Coma esquiva els cingles de la Carrandella passant pel sud del Roc del Migdia dels Clots i travessa els cingles de Cal Custudi pel Saltant de Cal Custodi, passa per l'est de la masia de Cal Custodi i desguassa a la Rasa de Coll de Port a 1.034 m. d'altitud davant de Cal Roset.

## Municipis que travessa
Tot el seu recorregut el realitza pel terme municipal de la Coma i la Pedra.

## Xarxa hidrogràfica
La xarxa hidrogràfica del Torrent del Saltant està integrada per un total de 5 cursos fluvials. 3 d'ells són subsidiaris de 1r nivell de subsisiaritat i 1 ho és de 2n nivell.
La totalitat de la xarxa suma una longitud de 3.871 m.